# Route nationale 664
Pour les articles homonymes, voir Route 664.
La route nationale 664 ou RN 664 était une route nationale française reliant Caussade à Graulhet. À la suite de la réforme de 1972, elle a été déclassée en RD 964.

## Ancien tracé de Caussade à Graulhet (D 964)
- Caussade
- Montricoux
- Bruniquel
- Larroque
- Castelnau-de-Montmiral
- Gaillac
- Graulhet